# Giovanni Albinola
Giovanni Albinola (Viggiù, 2 luglio 1809 – New York, 4 giugno 1883) è stato un patriota italiano naturalizzato statunitense, membro della Carboneria e della Giovine Italia.

## Biografia
Interrotti gli studi in seminario, Giovanni Albinola si reca a Malaga dove aiuta uno zio nel commercio dei vini. Recatosi a Genova per affari, entra in contatto con la Carboneria, cui si associa nel 1830, presentato dal concittadino Felice Argenti. Proprio una lettera spedita all'amico, e intercettata dalla polizia, causa nel 1831 il loro arresto assieme ad altri patrioti. Condannato a morte, la pena gli fu commutata nel 1834 in otto anni di carcere duro nella Fortezza dello Spielberg in Moravia dove condivide la prigionia con altri carbonari italiani.
Nel 1835 gli viene offerta la possibilità di scegliere il bando perpetuo negli Stati Uniti d'America in alternativa alla conclusione della pena allo Spielberg. Nel marzo del 1836, viene trasferito al castello di Gradisca (Gorizia); ai primi di agosto viene imbarcato a Trieste sul vascello Ussaro  con destinazione New York, dove giunge il 16 ottobre 1836. Con lui viaggiano in esilio altri patrioti come Eleuterio Felice Foresti, Luigi Tinelli, Pietro Borsieri, Gaetano de Castillia e Felice Argenti.
In America Albinola si dedica nuovamente con successo al commercio e riprende l'attività politica tra la numerosa colonia di rifugiati politici presente a New York. Quando il 6 giugno 1841 Eleuterio Felice Foresti costituisce a New York la Congrega Centrale della Giovine Italia per l'America del Nord, ne diventa il segretario. Approfittando dei suoi viaggi di affari nelle varie città americane, si prodiga attivamente per la diffusione degli ideali mazziniani e del giornale politico L'Apostolato popolare. Nel 1845 fece un viaggio in Europa, incontrando Giuseppe Lamberti a Parigi e Giuseppe Mazzini a Londra e facendo tappa in Italia a Genova e Firenze.
Nel settembre 1850 è presente con Giuseppe Avezzana, Quirico Filopanti, Eleuterio Felice Foresti e Felice Argenti alla cena organizzata in onore di Giuseppe Garibaldi da poco giunto a New York.
A differenza di altri rifugiati politici italiani, che rientrarono in patria non appena la situazione lo permise, Albinola non lasciò più New York dove morì nel 1883.